# 曲流

曲流的生命週期

曲流（又稱河曲或河套或蜿蜒型河流）是指河流的彎曲。曲流多見於下游。河道的外彎水流較快，河岸受侵蝕；內彎則水流較慢，沉積物累積形成新的河岸。河道因此越來越彎，河谷亦越來越寬。當曲流過彎而脫離主河道，該段曲流就會變成牛軛湖。曲流是堆积和侵蚀作用一起发生的。